# Маркс, Ханс-Иоахим
Ханс Иоахим Маркс (18 июля 1923, Анклам — 27 августа 2010, Фленсбург) — немецкий композитор и дирижёр.

## Биография
Родился в Анкламе (Западная Померания) в 1923 году, и вырос в Штральзунде. В возрасте 18 лет поступил в Берлинскую музыкальную академию и на первом же семестре написал марш «Немецкие лётчики-герои», записанный на пластинках, но вскоре был призван на военную службу в течение первого семестра, а позже стал военнопленным в Советском Союзе.
В 1948 году Маркс начал учиться в Ростокской музыкальной академии. Здесь он обучался композиции у Рудольфа Вагнера-Регени, дирижированию у Хайнца Рёттгера и игре на фортепиано у К. А. Мартиенссена.
В 1950 году поступил на работу капельмейстером в Театр Ростока. Покинул ГДР в 1958 году по политическим мотивам и стал музыкальным руководителем Ландесбюнен (Народной сцены) в Шлезвиг-Гольштейне. С 1976 по 1988 год он был преподавателем в Старой гимназии во Фленсбурге, а в сезон 1990/91 года он был музыкальным руководителем театра Штральзунда
Автор многочисленных симфонических произведений, хоровых кантат, произведений для органа и нескольких опер.

## Избранные произведения

### Оркестровые произведения
- Air Ostinato Es ist ein Schnitter, heißt der Tod für Orgel, Streichorchester, Pauken und Schlagwerk (1980) (Keturi)
- Bartók-Improvisationen über 9 Themen aus der Musik für Kinder von Béla Bartók für Blasorchester (Carpe Diem)
- Comédie du Tartuffe. Sinfonische Suite aus der gleichnamigen Oper für Orchester
- Concertino für Blasorchester (Carpe Diem)
- Deutsche Fliegerhelden (1941/42?). Fliegermarsch
- Divertimento für Streichorchester und Harfe
- Drei Ballett-Skizzen für Orchester (1959)
- Improvisationen über ungarische und slowakische Kinderlieder für Orchester (nach Bartók) (Sikorski)
- Lebensfreude. Konzertwalzer für Orchester (1945, Neufassung 1978) (Carpe Diem)
- Musikalisches Kriegstagebuch. Musical mémorial für Orchester (1950)
- Musik zu dem Schauspiel Ein Glas Wasser
- Ostpreussische Rhapsodie für sinfonisches Blasorchester (Carpe Diem)
- Serenade für sinfonisches Blasorchester (Carpe Diem)
- Sinfonietta für großes Orchester (Sikorski)
- Sinfonische Variationen über ein jugoslawisches Volkslied (1954)
- Suite im alten Stil für Gitarre und Streichorchester (1985) (Keturi)
- Tanzsuite für Orchester (1976)
- Te Deum (über das gregorianische Te Deum und den Choral Großer Gott, wir loben Dich) für Orgel und Blechbläser
- Variationen über ein ungarisches Volkslied für Orchester (Sikorski)

### Камерная музыка
- Canzone (Keturi)
  - für Solo-Violine
  - für Solo-Viola
- Ein feste Burg ist unser Gott (Carpe Diem)
  - für Holzbläserquintett
  - für Klarinettenquartett
- Hirtenlied (Keturi)
  - für Violine bzw. Viola und Klavier
  - für Violine bzw. Viola und Orgel
- In dir ist Freude. Choralpartita für Trompete und Orgel (Strube)
- La petite Suite du Tartuffe für Saxophonquartett (Sikorski)
- Posaunenquartett
- Saxophonquartett (Sikorski)
- Streichquartett Nr. 1 (Keturi)
- Streichquartett Nr. 2 (Sikorski)

### Орган
- Abgesang (Keturi)
- Choralvorspiele (Keturi)
- Ein feste Burg ist unser Gott. Choralfantasie (2004) [Für die Einweihung der großen Buchholz-Orgel in St. Nikolai zu Stralsund am 31. Oktober 2006.]
- Introduktion und Fantasie über den Choral Von Gott will ich nicht lassen und das Friesenlied Gölj-rüüdj-ween
- Metamorphosen (Keturi)
- Preis, Lob und Dank sein Gott dem Herrn. Choralfantasie
- Toccata in C (1983) (Keturi)